# Элджер, Томас Гуин
Томас Гуин Элджер (англ. Thomas Gwyn Empy Elger; 27 октября 1836, Бедфорд, Англия — 8 января 1897, Бедфорд, Англия) — британский астроном-селенограф.

## Биография
Родился в Бедфорде, где жило несколько поколений его семьи. Его дед, отец и сын избирались на должность мэра города. Окончил Университетский колледж Лондона по специальности «гражданское строительство». принимал участие в ряде строительных проектов, включая строительство Лондонского метрополитена. Его участие в работах по прокладке железной дороги в Голштинии было прервано из австро-прусской войны 1864 года.
Ещё в раннем возрасте Элджер испытывал тягу к астрономии и создал обсерваторию в Бедфорде, где проводил наблюдения с 8,5-дюймовым рефлектором. Результаты его наблюдений с 1884 до 1896 находятся теперь во владении Британской астрономической ассоциации.
Наиболее известен его труд «Луна: полное описание и карта её основных физических характеристик» (en: The Moon: A full Description and Map of its Principal Physical Features), изданный в 1895. Его карта и топографическое описание Луны высоко ценятся исследователями Луны до наших дней.
Элджер был членом нескольких астрономических ассоциаций, включая Королевское астрономическое общество, недолго просуществовавшее Селенографическое общество и Британскую астрономическую ассоциацию.
Помимо занятий астрономией, активно занимался археологией и основал Бедфордское Общество Естествознания и Полевой Клуб.
В его честь назван лунный кратер Элджер.